# Römer + Römer

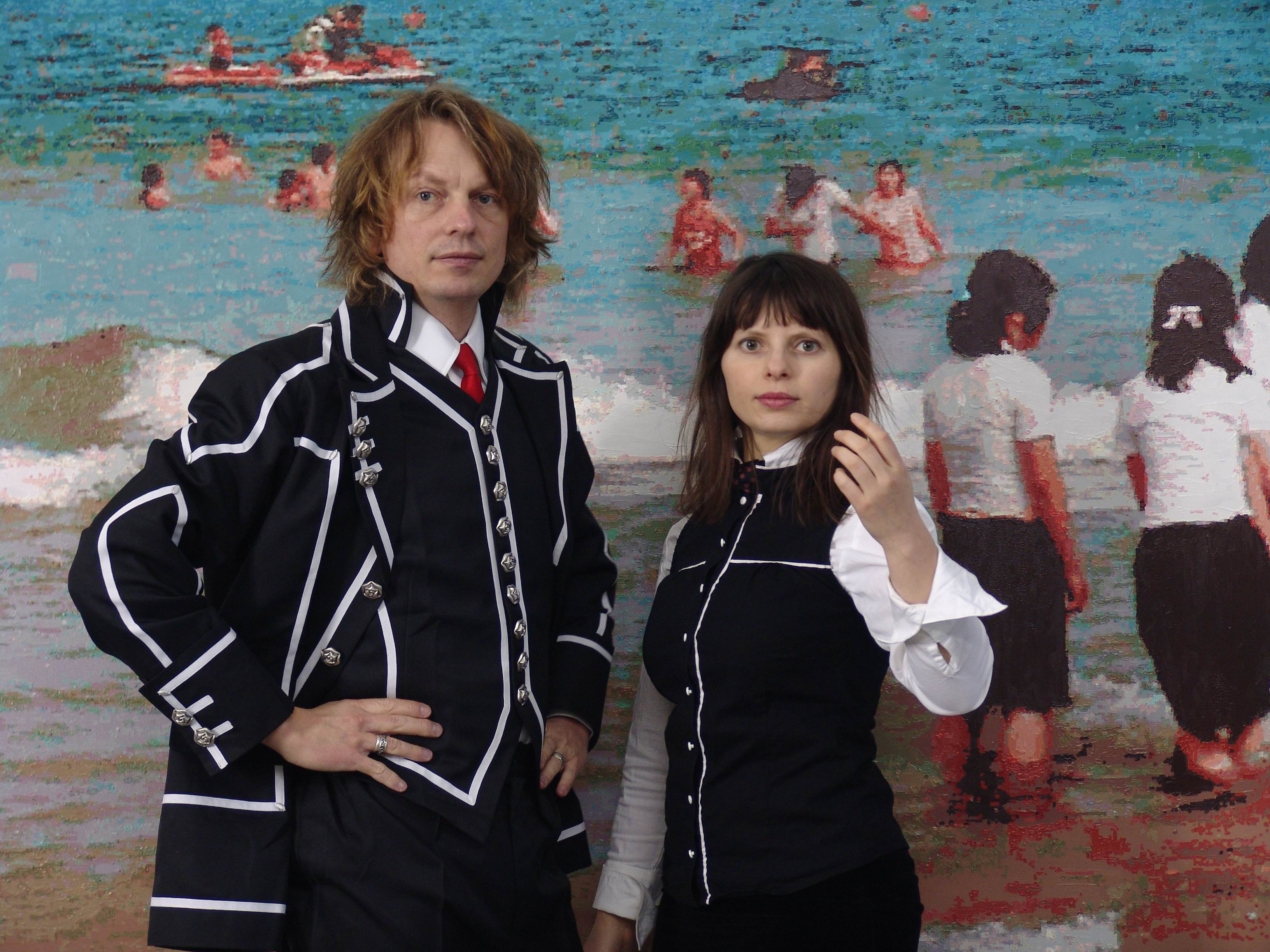
Nina e Torsten Römer (2010, feito com temporizador)

Römer + Römer (Torsten e Nina Römer) são um casal de artistas russo-alemães que vivem e trabalham em Berlim.

## Biografias
Torsten Römer nasceu em Aachen em 1968, estudou pintura na Münster Art Academy com Udo Scheel e na Düsseldorf Art Academy com Rissa, Siegfried Anzinger, Helmut Federle e A. R. Penck. Em 1996, Torsten Römer recebeu uma bolsa de viagem do Kunstverein Düsseldorf.
Nina Römer nasceu em 1978 como Nina Tangian em Moscou, Rússia. Ela é neta do escritor soviético Yuri Walentinowitsch Trifonow e bisneta do pintor ucraniano-russo-soviético Amshey Nurenberg. Ela estudou pintura na Düsseldorf Art Academy com Helmut Federle e A. R. Penck.
Nina e Torsten Römer se conheceram enquanto estudavam pintura na Art Academy de Düsseldorf, onde se tornaram alunos de mestrado de A. R. Penck. Desde 1998 Nina e Torsten trabalham juntos sob o pseudônimo de Römer + Römer. Desde 2000 moram e trabalham em Berlim.
Em 2011, a Römer + Römer recebeu o prêmio especial do Prêmio Lucas Cranach da cidade de Kronach.

## Obra

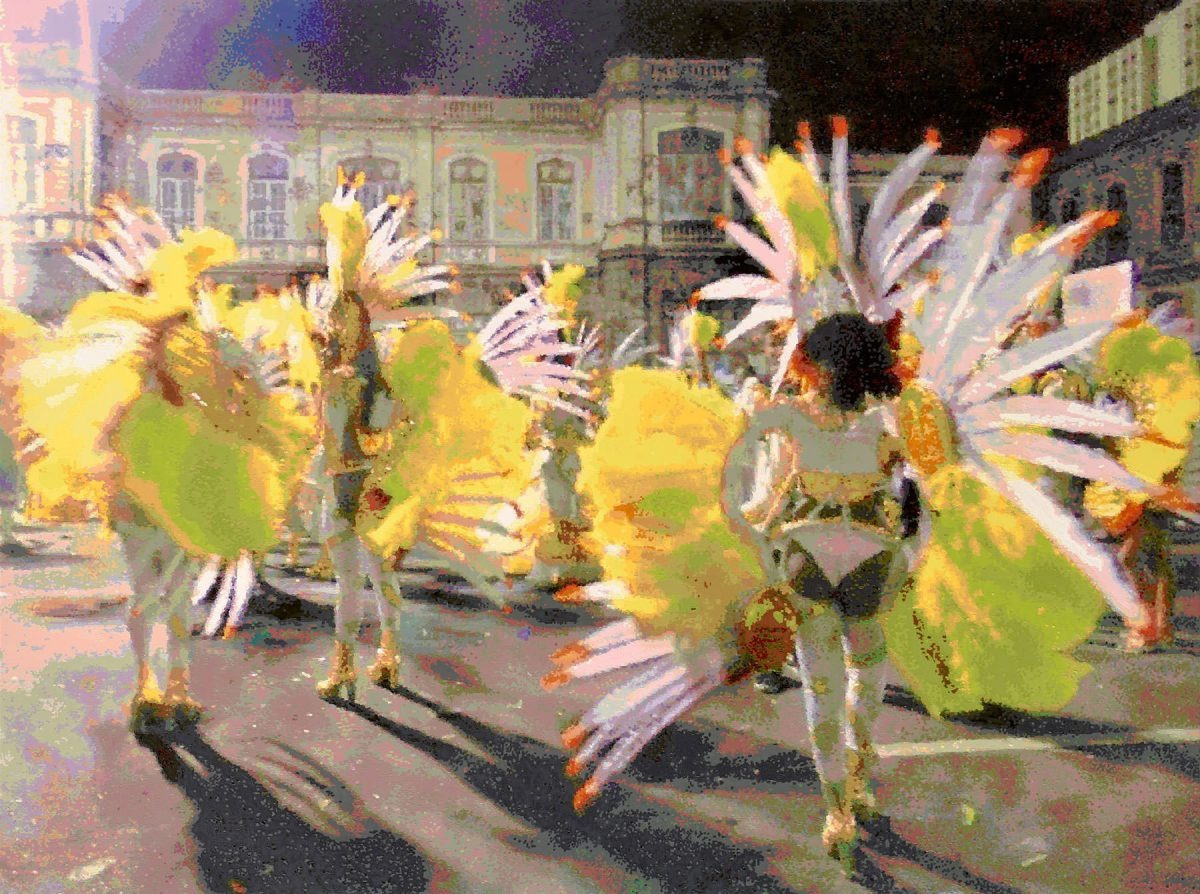
Römer + Römer - Superaçao, 2013, Oil on canvas, 180 x 240 cm

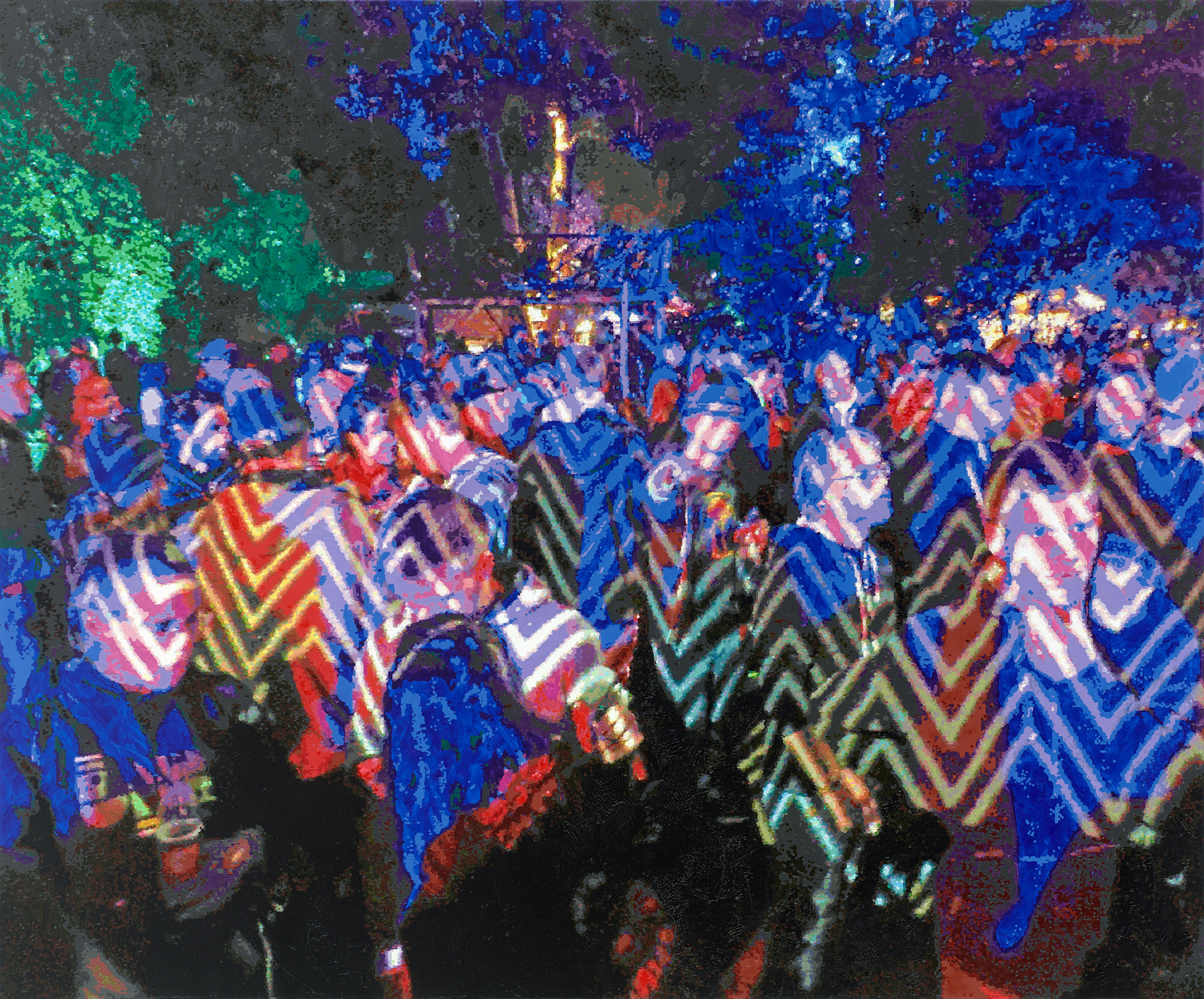
Römer + Römer „Party Sträflinge“, 2014

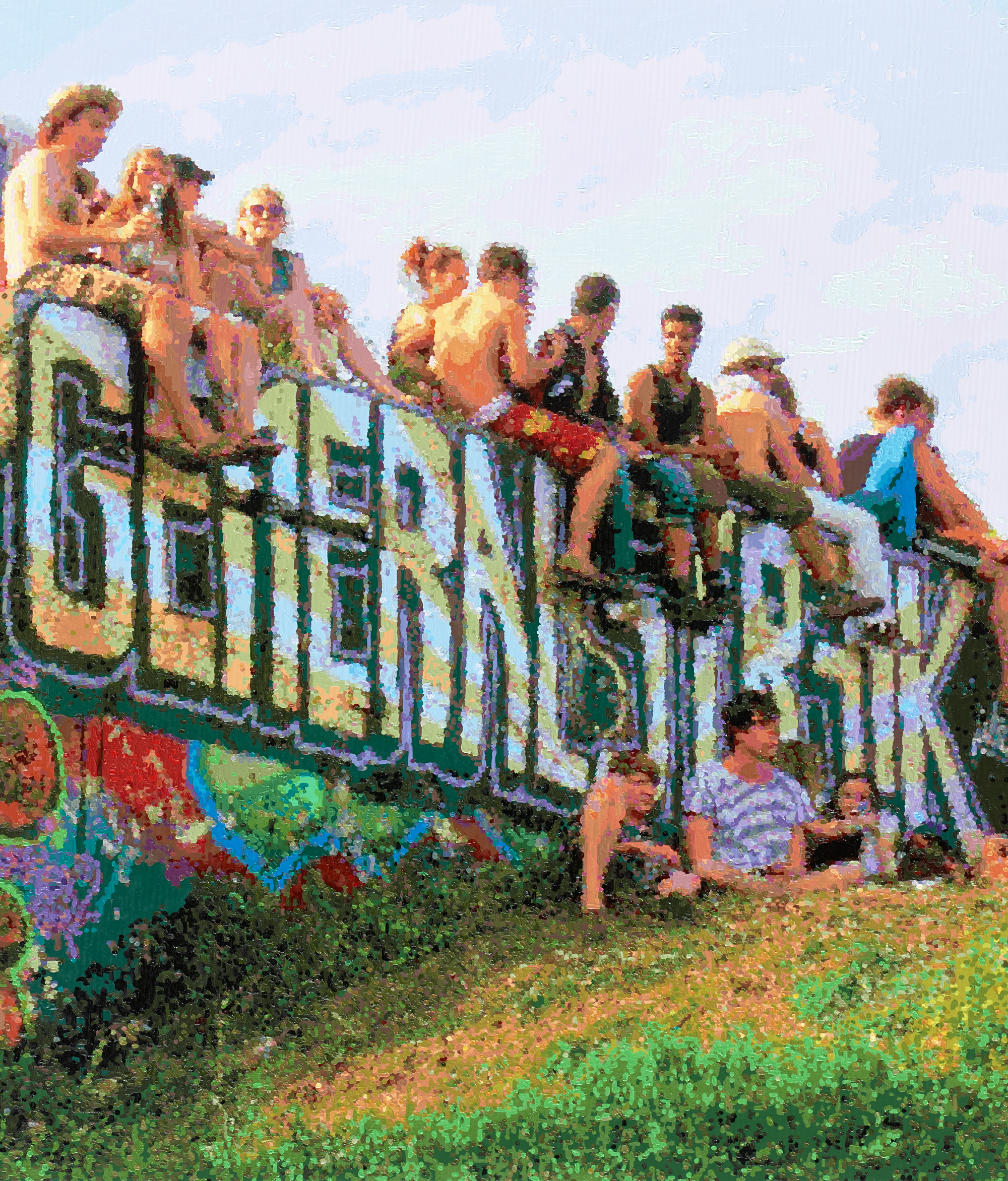
Römer + Römer "Greve Geral", 2015 (trecho)

A obra de Römer + Römer inclui pintura, fotografia, arte digital, gravura e performance. Eles também são curadores de exposições. Sua reflexão sobre a natureza das imagens digitais na fotografia e na internet deu origem à técnica de pintura que define o caráter de todas as suas obras. A transferência de fotografias de autoria própria para painéis de grande formato ocorre em várias etapas de abstração. O casal divide seus motivos na tela em áreas de cores e milhares de pontos pintados, que a uma certa distância se combinam para formar uma imagem nítida aos olhos de quem os vê. Quanto mais você se aproxima da obra, mais pessoas e objetos se perdem no jogo abstrato de cores. A imagem que parece realista revela-se uma ilusão. Em contraste com o pontilhismo impressionista, os pixels coloridos podem ser interpretados como uma referência à inundação digital de imagens na era do “selfismo”.
Em 1998, a dupla Römer + Römer iniciou seu projeto de longo prazo M ° A ° I ° S, que funcionou até 2006 e foi implementado principalmente em bunkers. Referências históricas e políticas costumam ser motivos de seus temas e projetos. Por exemplo, a exposição Der Freie Wille (2005) em Berlim aconteceu no 20º aniversário da glasnost com um discurso de abertura de Mikhail Gorbachev e HA KYROPT! (Para o spa!) - Russian Art Today em 2004 no Kunsthalle Baden-Baden estabelece relações com os hóspedes russos do spa da era czarista. Römer + Römer não analisa a história, mas a reconstrói com meios estéticos. Acompanhados do espírito de otimismo e mudança em Berlim, a visão do casal de artistas sobre a vida urbana e a atitude das gerações mais jovens são de particular interesse na série de imagens Café Bistro Capital, Barefoot You Can't Go In Here e Sense of Life. Desencadeado pelos ataques terroristas em 11 de setembro de 2001, Römer + Römer experimentou pintura, computação gráfica, serigrafia e gravura em seu projeto Infinite Justice com o logotipo da OTAN, a escrita árabe do Alcorão, o emblema da Bundeswehr (exército alemão) e seus autorretratos. Em burcas de fantasia feitas especialmente para eles, uma performance temática correspondente acontece em Berlim, Düsseldorf, Torino, Miami e Vladivostok. Römer + Römer ganhou um público mais amplo em 2003/2004 com sua performance de beijo alemão-russa. Eles também perseguem o tema do amor em outros projetos, como o cubo interativo que construíram chamado Blind Date Adam & Eve Lottery.
Desde 2008, eles têm se concentrado em motivos coletados de maneira sutil enquanto viajam pela Ásia, América do Sul, Norte da África, Oriente Médio, Rússia e vários países europeus. Eles se integram nas peculiaridades dos vários contextos sociais para formular ideias centrais do mundo globalizado e implementá-las na pintura. Uma série maior de imagens é criada via Cosplay em Pequim (2009), via Japão com o ciclo 50 vistas do Monte Fuji Visto do Trem (2009) como uma homenagem a Katsushika Hokusai e Utagawa Hiroshige, sobre a cidade portuária de Busan na Coreia do Sul (The Flood, 2010) , o Banlieus de Paris (2010), Israel (2011) e o Orgulho Gay de Brighton, Inglaterra (2011). Sambódromo (2013) sobre o carnaval do Rio de Janeiro, que mostra bailarinos e atores fantasiados antes de sua aparição na área do estádio, a Concentração, surgiu da viagem de pesquisa ao Brasil.
Entre 2013 e 2016, Römer + Römer desenvolveu um trabalho baseado no festival de música Fusion, que acontece todos os anos em um antigo aeroporto militar soviético em Mecklemburgo-Pomerânia Ocidental. Em suas fotos, eles refletem a comunidade temporária em estado coletivo de emergência, que os próprios organizadores Kulturkosmos e.V. chamam de comunismo de feriado. Em 2017, o casal de artistas viajará para o deserto de Nevada, nos Estados Unidos, para fazer pesquisas fotográficas sobre o lendário Burning Man Festival. Produções de fogo, luz e LED, instalações bizarras, carros de arte, queimadas e festas no meio da efêmera cidade de Black Rock City estão focadas em sua pintura.

## Exposições (seleção)
(GA = exposição coletiva)
- 2020 Radical Ritual, Lachenmann Art, Frankfurt
- 2019 Burning Man - Electric Sky, Haus am Lützowplatz, Berlim
- 2018 Face to Face - Faces of the Hense Collection, Kunsthalle Hense, Gescher (GA)[5]
- 2018 Sturmhöhen, Schafhof - European Artists 'House Upper Bavaria, Freising (GA)
- 2017 Greve geral, Kunstverein Münsterland, Coesfeld[6]
- 2017 ¿Qué dices? Espronceda, Barcelona[7]
- 2017 Kiss - From Rodin to Bob Dylan, Bröhan-Museum, Berlin (GA)
- 2017 Exposição do Prêmio Wilhelm Morgner, Museu Wilhelm Morgner, Soest (GA)
- 2017 Under Construction, Schau Fenster, Berlin (GA)[8]
- 2017 A pintura está morta. Long Live Painting, CCA Andratx, Mallorca, Espanha (GA)
- 2016 Condenados do Partido, Kunstverein Kunstkreis Hameln
- 2015 56ª Bienal de Veneza, Pavilhão Nacional das Maurícias[9] (GA)
- 2015 Hamster - Hipster - Celular. Sob o feitiço do telefone celular, Museu Angewandte Kunst, Frankfurt am Main. (GA)
- 2014 Party Löwe, Freight + Volume Gallery, Nova York[10]
- 2014 Everything for Everyone, Museu Richard Haizmann, Niebüll[11]
- 2013 Face to Face, Centro Internacional de Arte Contemporânea Zhan Zhou em Pequim, China
- 2013 Russian Berlin, como parte do festival White Nights, Central Exhibition Hall, Perm, Rússia (GA)[12]
- 2013 Sambódromo, Galeria Michael Schultz, Berlim[13]
- 2012 Point Systems - From Pointillism to Pixel, Wilhelm-Hack-Museum, Ludwigshafen (GA)
- 2012 Imagens de Pessoas - Prêmio Internacional Lucas Cranach, Cranach Foundation, Wittenberg (GA)[14]
- 2012 Megacool 4.0 - Juventude e Arte, Künstlerhaus Viena (GA)
- 2011 salondergegenwart, Hamburgo (GA)[15]
- 2011 Biennale of Contemporary Art, D-O ARK Underground (no antigo bunker de Tito), Konjic, Bósnia-Herzegovina (GA)[16]
- 2011 Monte Verita, Kunstverein Montez, Frankfurt (GA)[17]
- 2010 Não faça isso comigo, Kunsthalle Rostock[18]
- 2010 Fighting for freedom, Gwangju Art Museum, Gwangju, Coreia[19]
- 2010 Inter-cool 3.0 - Jugend Bild Medien, Hartware MedienKunstVerein, Dortmund (GA)
- 2009 Terrorista nº 1, Heidelberger Kunstverein[20]
- 2009 Baseado em uma história verídica, Today Art Museum, Pequim[21]
- 2009 Second Life em Pequim, Galeria Mathias Kampl, Munique[22]
- 2009 Moving Together - Contemporary Art from Germany and China, Wuhan Art Museum, Wuhan, China (GA)
- 2007 Sense of Life, Hyundai Gallery, Seul, Coreia do Sul[23]
- 2006 Café - Bistro - Capital, Galerie Michael Schultz, Berlim
- 2005 Bienal de Emergência na Chechênia - uma mala de Paris para Grozny, Palais de Tokyo, Paris (GA)
- 2005–2008 Outras 10 paradas na Bienal de Emergência:[24] Matrix Art Projects, Bruxelas / Bélgica; Eurac-European Academy of Bolzano / Italy;[25] Isola Art center, Milão / Itália;[26] Neatliekama Biennale, Riga / Letônia; Tallinn Art Hall, Tallinn / Estônia; Centro Internacional de Arte Contemporânea de Vancouver, Vancouver / Canadá;[27] Plataforma, San Pedro Museo de Arte, Puebla / México; Bienal de Istambul / Turquia; World Social Forum & CCA Playspace Gallery, San Francisco / EUA; Galeria Arsenal, Bialystok / Polônia (GA)[28]
- 2005 M°A°I°S VI - Livre arbítrio, bunker sob a arena, Berlim (GA)[29]
- 2004 HA KYPOPT! Russian Art Today, State Art Gallery Baden-Baden (GA)
- 2004 Paradise - Fórum Internacional de Iniciativas Artísticas, New Manege, Moscou (GA)[30]
- 2003 M°A°I°S V. Paradies, bunker sob Alexanderplatz, Berlin (GA)[31]
- 2003 Festival Internacional de novas tecnologias em arte contemporânea, Centro de Artes Visuais de São Petersburgo, São Petersburgo, Rússia (GA)
- 2002 Liverpool Biennale, Liverpool (GA)[32]
- 2002 Big Torino, Torino Biennale, Torino (GA)[33]
- 2000, oito dias por semana, 2000: Eurocard: Torsten e Nina em Liverpool, Graphic House, Liverpool